# Aurila laeviculoidea
Aurila laeviculoidea is een mosselkreeftjessoort uit de familie van de Hemicytheridae. De wetenschappelijke naam van de soort is voor het eerst geldig gepubliceerd in 1974 door Swain & Gilby.